# ماندالي (مهير بابا)
ماندالي هي مصطلح من السنسكريتية تعني الدائرة، الاتصال، الجماعة،  وهو مصطلح يستخدمه ميهرا بابا لأقرب تلاميذه. 

## الدائرة الداخلية
تعتبر آن المندالي تشمل هؤلاء التلاميذ المقربين الذين عاشوا بشكل دائم أو لفترات طويلة مع ميهر بابا في منسكه. ومع ذلك، لم يغش كل تلاميذه معه. ووفقًا لمهير بابا، تحتوي الصورة المرمزة (أفتار) دائمًا على 10 دوائر متحدة المركز تتألف من 12 رجلًا وامرأة. تتكون الدائرة الداخلية من 12 رجلاً بالإضافة إلى امرأتين، لما مجموعه 122 ماندالي. لكن ماهر بابا قال أيضا، «أولئك الذين يقومون بعملي هم مندالي أيضا. إذا أردنا سرد أسمائهم، فسيملأ المجلد». في وقت آخر قال بابا، «عن طريق مندالي أعني أولئك الذين كانوا معي منذ عدة سنوات، لكنهم لا يطلبون شيئا... باختصار، أود أن أقول إن الماندالي يعني أولئك الذين أشعر بحميمية معه».

## قائمة جزئية لماندالي مهير بابا

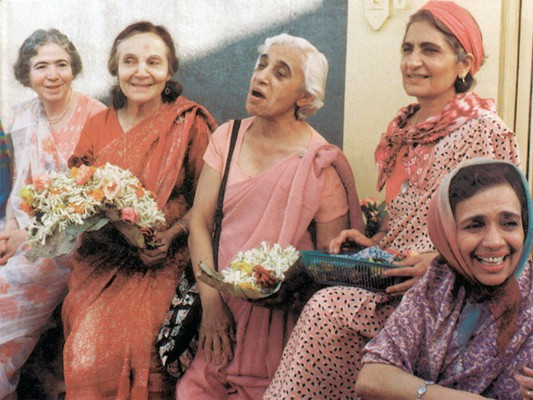
بعض النساء مهر بابا مندالي. ماني ، ماهيرا ، جوهر ، ميهيرو ، أرنافاز

### المنداليات النساء
مهيرا إيراني، ماني إيراني، د. جوهر إيراني، أرنافاز داداشانجي، مانزاري، ميهيرو إيراني، ناجا، كورشد، كاتي إيراني، رانو غايلي، كيتي ديفي، نورينا ماتشابيلي، كونتيسة نادين تولستوي، ديليا ديليون، أنيتا فييارد. 

### المنداليون الرجال
فريدون درايفر (بادري)، اروتش حيسوالا، عدي إيراني، علي أكبر شرورزامان (المعروف باسم ألوبا)، موزلي كايل، بندو، بال ناتو، جال إيراني، غغوستاجي، كاليماما، شانجي. عبد الغني منسف، د. ديشموخ، فرانسيس باربازون، دون ستيفنز، هاري كينمور، بهاو كالتشوري، كوينتين تود، تشارلز بوريموم، وليام دونكين، ج مورثي، سافاك كوتوال، الدكتور هـ بهاروشا. 

## روابط خارجية
- أعضاء المندالي
- mandalihall.org (تسجيلات صوتية لأعضاء ماندالي مهير بابا)